# 스포츠 와이드
《스포츠 와이드》는 대한민국 연합뉴스TV에서 매일 밤 11시 30분에 방송되는 연합뉴스TV의 스포츠 뉴스 프로그램이다. 2011년 12월 1일부터 프로그램 뉴스투나잇 후속으로 편성되었다.

## 진행자
- 오세혁

## 제작진
- PD : 이혜선